# Rue Jacques-Hillairet
Rue Jacques-Hillairet je ulice v Paříži. Nachází se ve 12. obvodu.

## Poloha
Ulice vede od křižovatky s Rue Montgallet a Rue de Charenton a končí u Rue de Reuilly. Ulice je orientována z jihu na sever.

## Historie
Ulice byla vytvořena v rámci modernizace čtvrti pod provizorním názvem BC/12 a své současné označení získala městskou vyhláškou ze dne 14. března 1990. Ulice nese jméno francouzského historika Jacquese Hillaireta (1886–1984), který se zabýval dějinami Paříže.

## Významné stavby a pamětihodnosti
- U domu č. 9 se nacházejí na ulici sluneční hodiny
- Vstup na Promenade plantée
- Jardin de Reuilly-Paul-Pernin
- Viaduc des Arts